# Ny-Ålesund

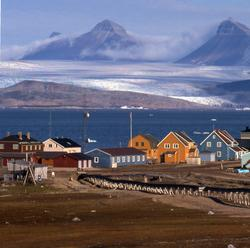
Ny-Ålesund im Sommer

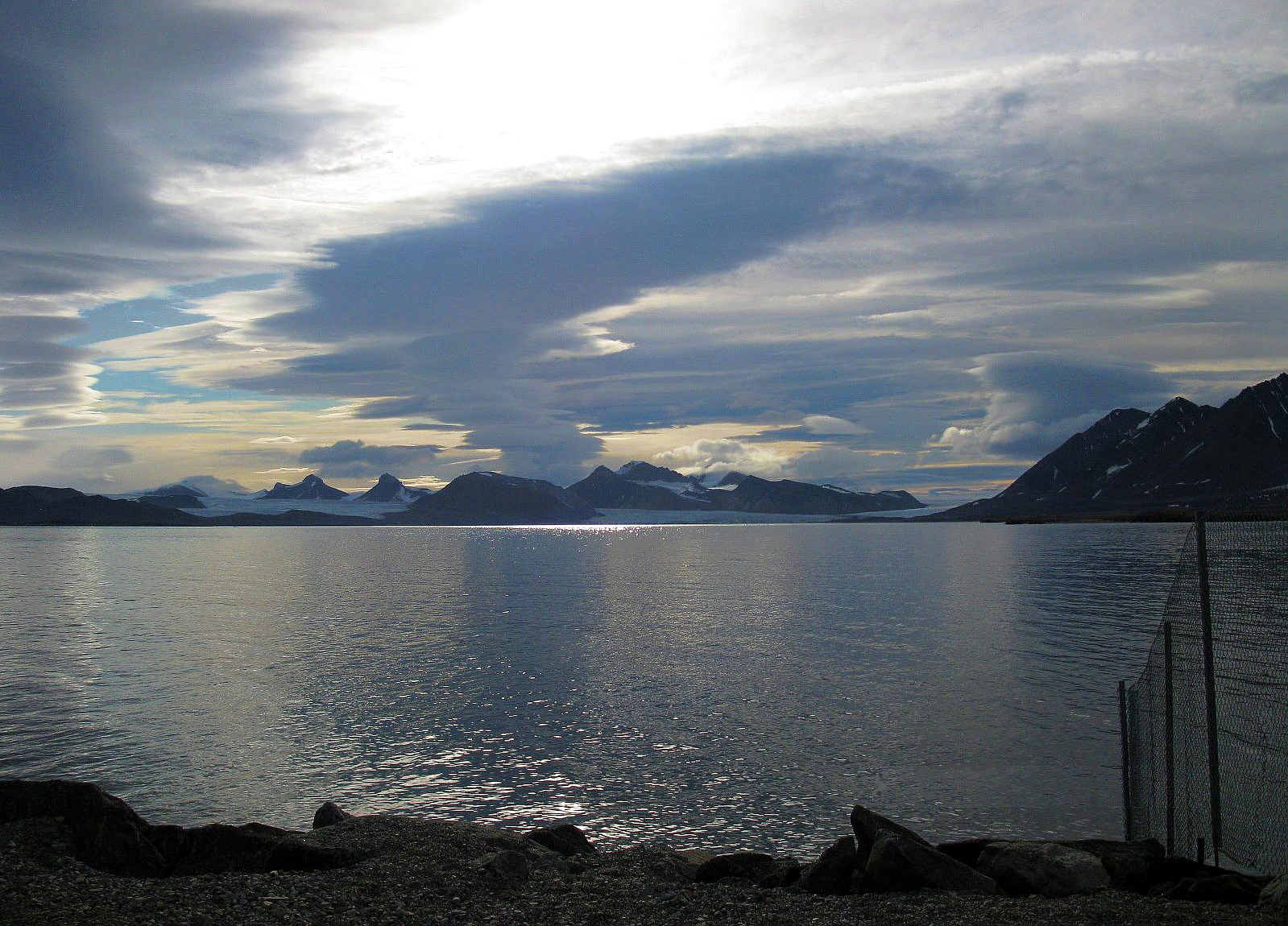
Spitzbergen bei Tagesanbruch, Blick von Ny-Ålesund

Ny-Ålesund (früher in verschiedenen Sprachen auch Kings Bay, nach dem ortsansässigen Kohlebergbauunternehmen) ist ein kleiner Ort auf der Insel Spitzbergen im norwegischen Verwaltungsbezirk Svalbard. Er ist eine der nördlichsten Siedlungen der Erde. Hier leben zwischen rund 30 Personen im Winter und etwa 120 Personen im Sommer. Anfang 2025 gab es mehr als 20 Organisationen mit Langzeitverträgen zur Forschung. Da es keine ausgebauten Wege zwischen den Orten auf Spitzbergen gibt, erfolgt die Versorgung entweder über den Luftweg oder in der eisfreien Zeit per Schiff. Auch per Schneemobil ist der Ort von Longyearbyen aus zu erreichen. Bis 2014 besaß Ny-Ålesund das nördlichste Postamt der Welt.
Das erste Gebäude wurde im Jahr 1901 von einer privaten Steinkohlegesellschaft errichtet, der Ort wurde 1916 gegründet. Die private Kohleförderung wurde 1929 mangels Rentabilität zunächst eingestellt, ab 1945 aber unter staatlicher Leitung wieder aufgenommen. Nach einem Grubenunglück im Jahr 1963 wurde der Steinkohlebergbau endgültig eingestellt. Zu dieser Zeit lebten rund 200 Personen in dem Ort, der nach dem Ende der Kohleförderung aufgegeben werden sollte. Jedoch kamen schnell Planungen auf, die vorsahen, die vorhandenen Gebäude für eine Polarforschungsstation zu nutzen. Die erste Forschungsstation wurde auf Beschluss der norwegischen Regierung 1968 eröffnet. Seitdem entwickelte sich Ny-Ålesund zu einem internationalen Forschungszentrum.

## Geografie
Ny-Ålesund ist die nördlichste aktuelle Siedlung auf Spitzbergen. Sie liegt an der Südküste des Kongsfjords auf der Brøggerhalvøya im Oscar-II-Land im nordwestlichen Teil der Insel Spitzbergen. Die Halbinsel ist eine Berglandschaft mit 600 bis 800 Meter hohen Gipfeln, Brøggertinden ist der höchste von ihnen. Weitere Gipfel in der Gegend sind Scheteligfjellet, Botnfjellet, Nobilefjellet, Nielsenfjellet und Dolotoppen.
Das Gebiet, das sich im Besitz der Kings Bay AS befindet, umfasst 300 km².
Ny-Ålesund befindet sich 1231 km entfernt vom Nordpol, 107 km von Longyearbyen und 2420 km von Oslo.

## Geologie
Grönland und Svalbard waren im Tertiär noch zusammen, weshalb hier die gleichen Gesteinsschichten zu finden sind wie in Grönland.
Auffällig ist außerhalb von Ny-Ålesund am Kongsfjordneset und am Brøggerbreane (Brøgger-Gletscher) im Süden der rötliche Sandstein aus der Wüste. Dieser Sand stammt aus der Zeit, als Svalbard auf dem gleichen Breitengrad lag wie die Wüstenregionen Nord-Afrikas. Der rötliche Sandstein verleiht den Gletscherflüssen in der Region ihre charakteristische Färbung.

## Biologie

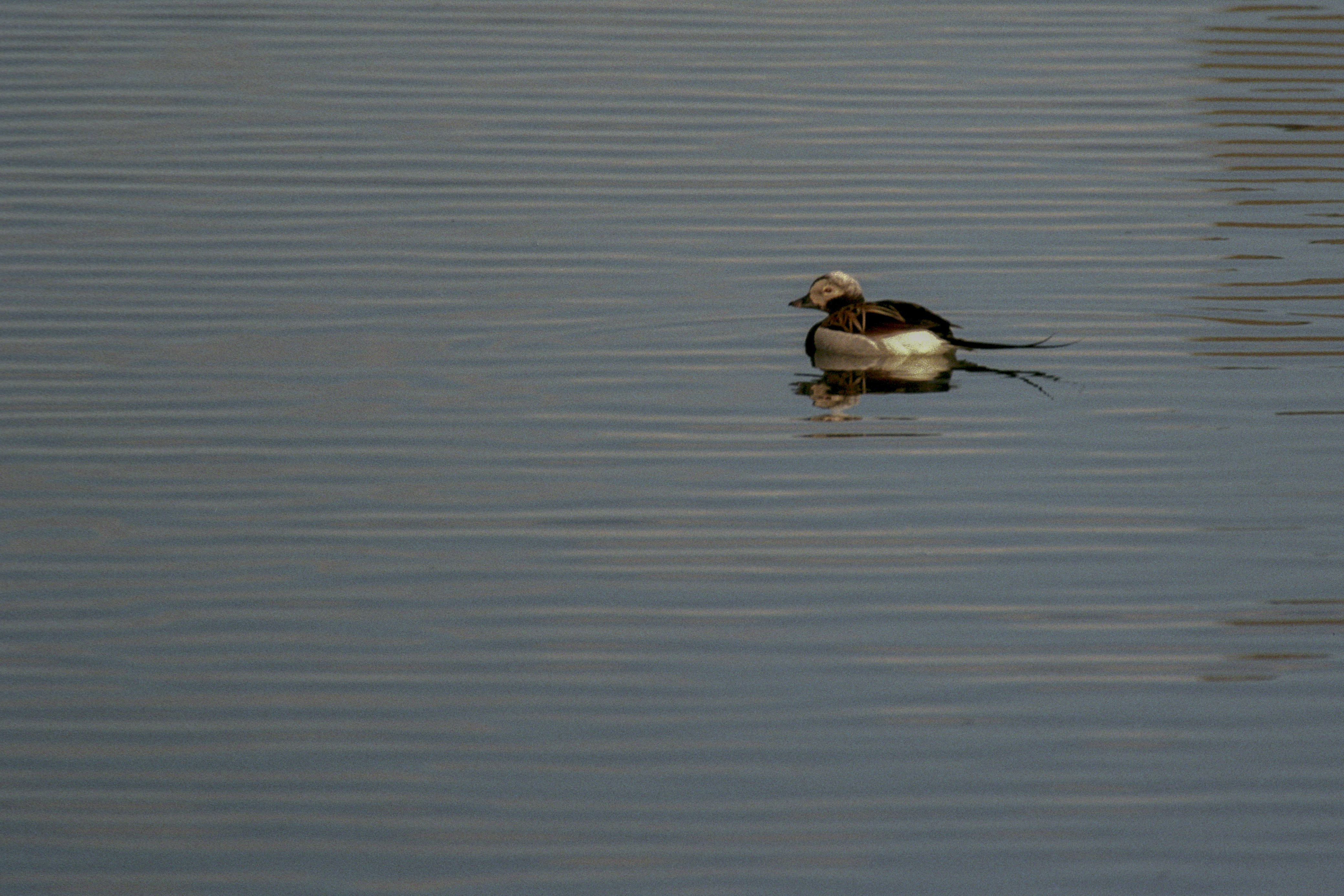
Eisente im Kongsfjorden

Im Kongsfjorden (Königsfjord), und im benachbarten Krossfjord gibt es Hunderttausende von Seevögeln. Zu den vorkommenden Arten gehören der Eissturmvogel, die Dreizehenmöwe, der Papageientaucher, die Gryllteiste und die Dickschnabellumme. Dazu kommen Eismöwe und Polarfuchs. Auf den Inseln im Kongsfjorden gibt es eine große Population von nistenden Eiderenten, im Zeitraum 1982 bis 2002 wurden zwischen 1000 und 4500 Paare gesichtet. Auf den Inseln wird die Zahl der Weißwangengänse auf 250 bis 300 Paare geschätzt.
Im Frühjahr 2002 wurden 480 Robben am Kongsfjorden gezählt, daneben auch Wale.
Am Brøggerhalvøya wurden vom norwegischen Polar-Institut im Jahr 1978 15 Svalbard-Rentiere gesichtet. Die Zahl erhöhte sich wegen der guten Weiden und niedriger Mortalität im Winter rasch und so waren es 1993 bereits 375 Tiere. Im Winter des Jahres 1994 gab es viel Schnee und Niederschlag in der Gegend, was den Tieren schwer zusetzte und die Population auf nur 75 zurückgehen ließ.

## Klima
Das Klima in Ny-Ålesund ist arktisch, für einen Standort auf 78° nördlicher Breite jedoch relativ mild. Der Ort Barrow in Alaska, welcher sogar sieben Breitengrade südlicher liegt, weist im Winter eine um 10 °C niedrigere Durchschnittstemperatur als Ny-Ålesund auf. Verantwortlich hierfür ist der Westspitzbergenstrom, der auch im Winter für moderate Temperaturen sorgt. Der kälteste Monat ist der Februar mit einer Durchschnittstemperatur von −14,6 °C, der wärmste ist der Juli bei durchschnittlich 4,9 °C. Der Niederschlag ist recht gleichmäßig über das Jahr verteilt mit einem Niederschlagsminimum im Mai und Juni. Im Jahr fallen durchschnittlich 385 mm Niederschlag.
|                        | Jan   | Feb   | Mär   | Apr   | Mai  | Jun | Jul | Aug | Sep  | Okt  | Nov   | Dez   |   |      |
| Mittl. Temperatur (°C) | −13,9 | −14,6 | −14,2 | −11,1 | −4,0 | 1,5 | 4,9 | 3,9 | −0,3 | −5,7 | −10,0 | −12,5 | ⌀ | −6,3 |
|                        |       |       |       |       |      |     |     |     |      |      |       |       |   |      |
| Niederschlag (mm)      | 32    | 36    | 45    | 23    | 18   | 18  | 28  | 38  | 46   | 37   | 33    | 31    | Σ | 385  |

|  |

|  |

|  |

|  |

|  |

|  |

|  |

|  |

|  |

|  |

|  |

|  |

|  |

|  |

|  |

|  |

|  |

|  |

|  |

|  |

|  |

|  |

|  |

|  |

## Gesellschaft

### Forschung

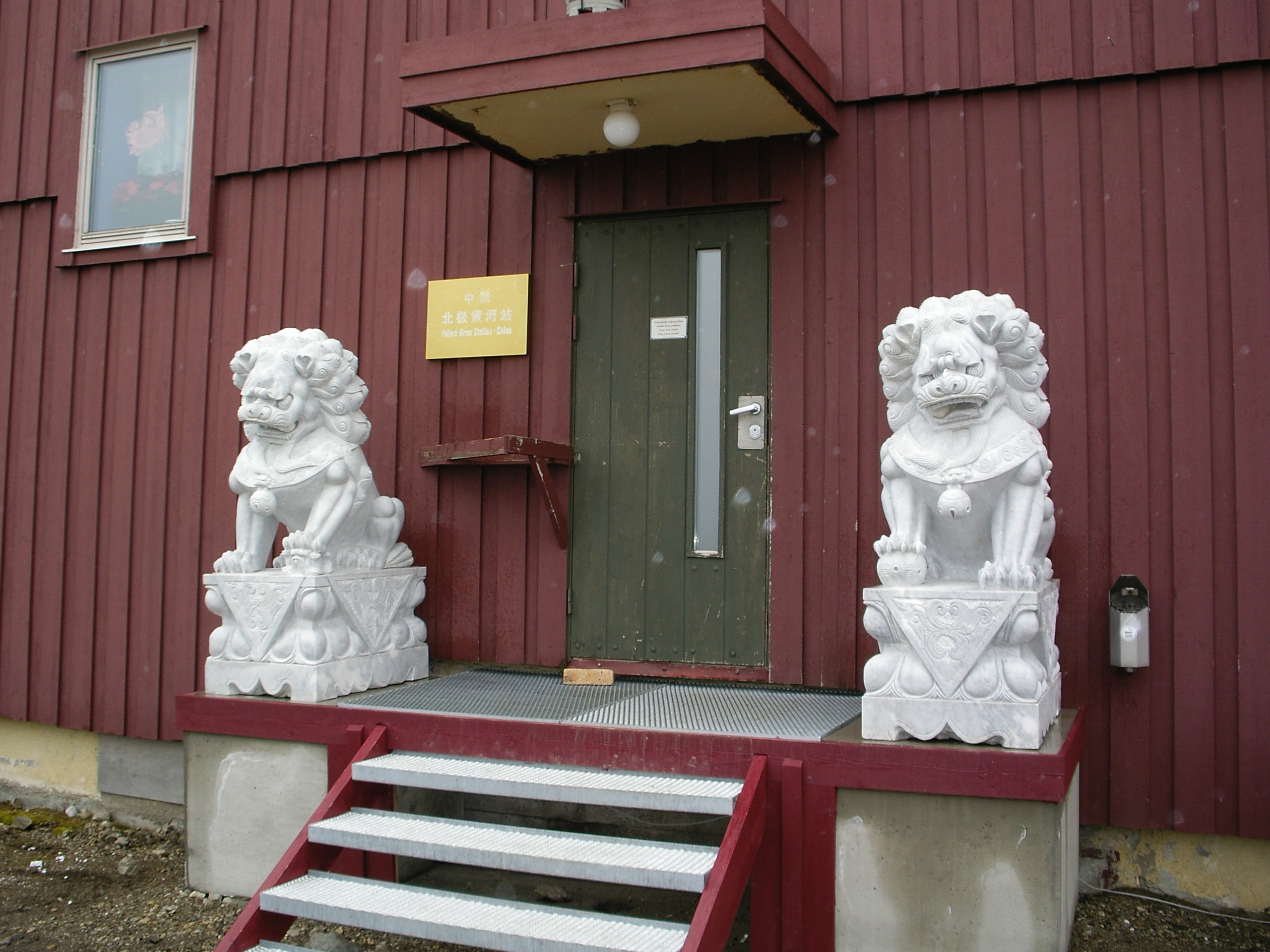
Die Forschungsstation des Chinesischen Polarforschungszentrums

Ny-Ålesund ist die nördlichste dauerhafte zivile Forschungsstation der Welt und wird derzeit ausgebaut, um eine moderne internationale Arktisforschung und Überwachung der Umwelt zu ermöglichen. Das Parlament hat beschlossen, dass Ny-Ålesund zum Zentrum der Norwegischen Forschung auf Spitzbergen werden soll. Die Forschung wird vom Ny-Ålesund Science Managers Committee (NySMAC) koordiniert.
Die ersten Forschungs-Organisationen, die in Ny-Ålesund stationiert waren, waren das Northern Observatory in Tromsø im Jahre 1966 und die Europäische Weltraumforschungsorganisation (ESRO) im Jahr 1967. Das Norwegische Polarinstitut begann seine Forschung zum ersten Mal 1968.
Auf dem Zeppelinfjellet (Zeppelin-Berg) außerhalb Ny-Ålesunds liegt die Forschungsstation „Zeppelin“, 474 Meter über dem Meeresspiegel. Die Zeppelin-Station ist von zentraler Bedeutung bei der Überwachung der Atmosphäre. Die gesammelten Daten haben eine große Bedeutung für die Überwachung von Klimawandel, Veränderungen des Ozons in der Stratosphäre, UV-Strahlen, Schadstoffe in der Luft und die langfristige Luftverschmutzung durch schwer abbaubare Teilchen. Die Station befindet sich im Besitz des norwegischen Polar Instituts, aber das norwegische Institut für Luft-Forschung ist verantwortlich für die wissenschaftlichen Aktivitäten der Station.
Beträchtliche Mittel aus dem EU-Rahmenprogramm für Forschung gehen nach Ny-Ålesund. Von 1997 bis 2002 haben fünf Stationen in Ny-Ålesund den EU-Status als „large scale facility“ (LSF) erhalten. Die EU finanziert die Infrastruktur und die Forschungsprogramme in dem fast unberührten Gebiet.
Heute besteht der Ort aus ständig besetzten Polarforschungsstationen von Norwegen, Deutschland (Koldewey-Station des Alfred-Wegener-Institut, seit 1991), Frankreich (1998 gegründet; 2003 mit der deutschen Station logistisch vereinigt) und China (eröffnet 2004) und nur in begrenzten Zeiträumen bemannten Stationen von Italien, Großbritannien, Japan sowie kleineren Gebäuden für Forscher aus Spanien und den Niederlanden. Dazu kommt die von Kings Bay unterhaltene gemeinsame Infrastruktur mit Meeresforschungslabor (eröffnet 2005), Kantine, Hafenanlagen und Werkstätten. Hier sind Forscher aus weiteren Nationen (Schweden, Dänemark/Grönland, USA) regelmäßig zu Gast. Am Ortsrand von Ny-Ålesund befindet sich ein Startplatz für Höhenforschungsraketen (Svalbard Rakettskyttefelt).
Am 14. Juli 2008 wurde ein Abkommen für den Bau eines Turms für die Messung des Klimawandels in der Nähe der Kings Bay abgeschlossen. Der Amundsen-Nobile Climate Change Tower ist 30 Meter hoch und liefert seit Oktober 2009 Daten.
| Forschungsinstitution                                    | Land                   | Beschreibung | Eröffnet |
| -------------------------------------------------------- | ---------------------- | --- | -------- |
| Norsk Polarinstitutt                                     | Norwegen               | Sverdrup-Station und eine Luftmessstation auf dem Zeppelinfjellet mit dem Norwegischen Institut für Luftforschung; Biologie, Glaziologie, Meteorologie, Atmosphärenphysik                                                 | 1968     |
| AWIPEV                                                   | Deutschland Frankreich | Koldewey-Station (1991) und Charles-Rabot-Station (1999); Atmosphärenphysik, Biologie, Chemie, Geophysik | 2003     |
| Chinesisches Polarforschungszentrum                      | Volksrepublik China    | Huanghe-Station; Atmosphärenforschung, Polarlichtforschung, Biologie, Glaziologie, Geologie und Meeresbiologie | 2004     |
| National Centre for Antarctic and Ocean Research (NCAOR) | Indien                 | Himadri-Station; Atmosphärenphysik, Biologie, Hydrologie, Geologie, Glaziologie | 2008     |
| Consiglio Nazionale delle Ricerche                       | Italien                | Station „Dirigibile Italia“ (Luftschiff Italia) und Amundsen-Nobile-Klimawandelturm; Umweltforschung, Klimatologie, Untersuchung der Wechselwirkungsmechanismen zwischen Atmosphäre, Biosphäre, Hydrosphäre und Geosphäre | 1997     |
| Kings Bay                                                | Norwegen               | Meereslaboratorium; Meeresökologie, Physiologie, Biochemie, Ozeanografie, Meeresgeologie, Eisphysik | 2005     |
| Koreanisches Polarforschungsinstitut                     | Südkorea               | Dasan-Station; Umweltforschung, glaziale und periglaziale Geomorphologie, Hydrologie, Atmosphärenchemie | 2002     |
| UK Arctic Research Station                               | Vereinigtes Königreich | Biologie, Geowissenschaften, wird von Natural Environment Research Council (NERC) finanziert und von British Antarctic Survey (BAS) verwaltet und betrieben                                                               | 1991     |
| Reichsuniversität Groningen                              | Niederlande            | Ökologie | 1991     |
| National Institute of Polar Research (NIPR)              | Japan                  | Rabben-Station; Atmosphärenphysik, Biologie, Ozeanografie, Glaziologie, Meteorologie | 1991     |
| Norsk Romsenter                                          | Norwegen               | Überwachung und Koordination von SvalRak | 1997     |
| Kartverket                                               | Norwegen               | Station für Satellitengeodäsie und geodynamische Studien | 1992     |

### Verkehr und Kommunikation

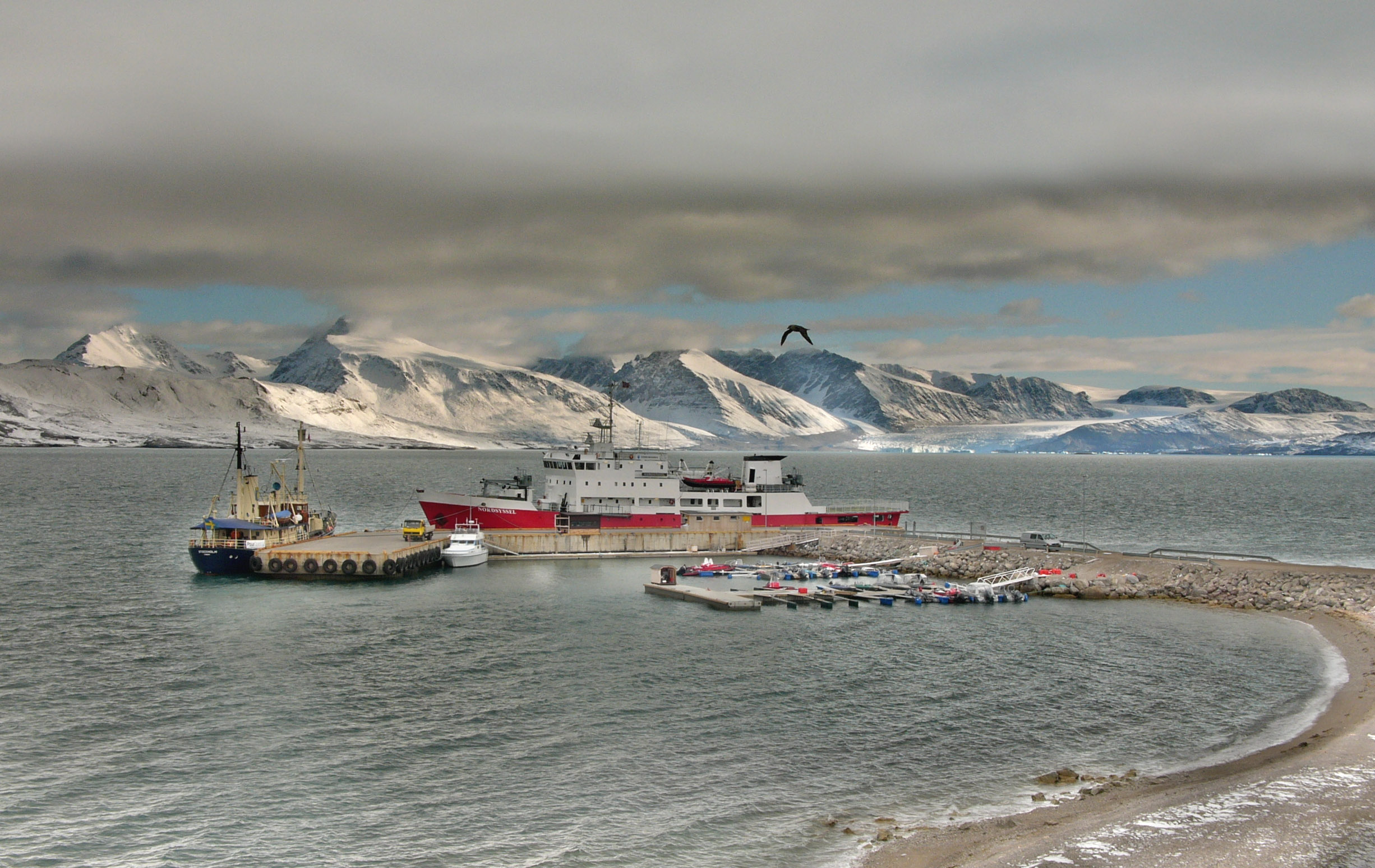
MS Nordsyssel, das Schiff des Sysselmanns am Kai von Ny-Ålesund

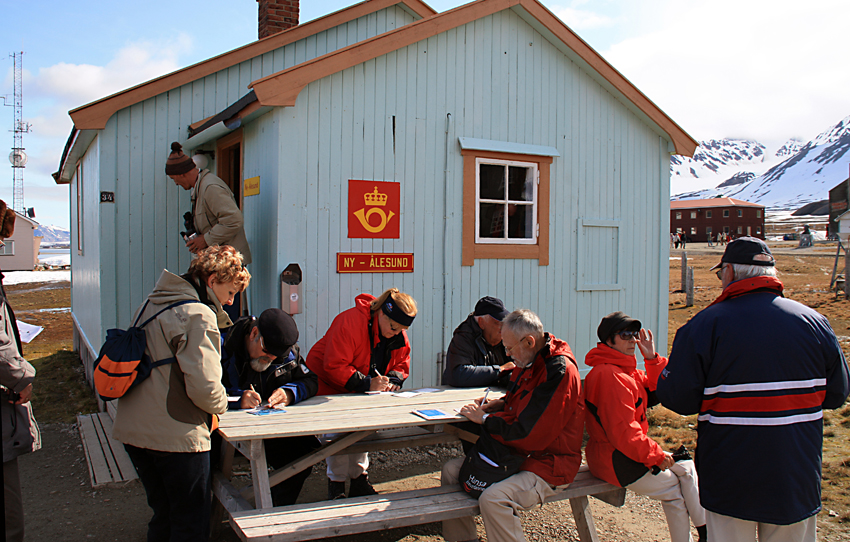
Das ehemals nördlichste Postamt der Welt in Ny-Ålesund.

Der Flughafen von Ny-Ålesund heißt Hamnerabben, von dort aus werden wöchentlich mehrere Flüge nach Longyearbyen angeboten. Ny-Ålesund hat eine Anlegestelle am südlichen Ufer des Kongsfjorden. Im Sommer ist es eine beliebte Zwischenstation für Kreuzfahrten rund um Spitzbergen.
Maritim Radio verfügt über einen automatischen Küsten-Radiosender außerhalb Ny-Ålesunds, der, wie alle anderen norwegischen Küsten-Radiosender im Atlantik, von der bemannten Station in Bodø aus gesteuert wird.
Telenor unterhält eine doppelte (2×) 155 MB/s Funk-Breitband-Verbindung aus dem Stammwerk in Longyearbyen nach Ny-Ålesund. Dies deckt den Bedarf für die Sprach- und IP-Kommunikation, wie z. B. Breitband-Internet und TV (IPTV).
Der Staatsbetrieb Kings Bay ist für die Infrastruktur (Wasser, Strom, Straßen, Verkehr, Tourismus) des Ortes zuständig.
Da Ny-Ålesund vornehmlich der Forschung dient, gilt für einen Radius von 20 km „radio silence“, also Funkverbot für Sprech- und Datenfunk ebenso wie für Bluetooth/WLAN.

### Politik
Zur Geschichte der Politik in den ursprünglichen Minenarbeitersiedlungen Svalbards siehe die entsprechenden Abschnitte im Artikel Longyearbyen. Die Kings-Bay-Affäre, in der die norwegische Regierung für diverse Grubenunglücke in Ny-Ålesund verantwortlich gemacht wurde, sorgte 1963 für einen politischen Umsturz in Norwegen. Die Ereignisse, obwohl so weit vom bevölkerungsreichen Süden Norwegens entfernt, führten zu einer der politisch bedeutendsten Veränderungen in Norwegen in der zweiten Hälfte des 20. Jahrhunderts.

## Tourismus

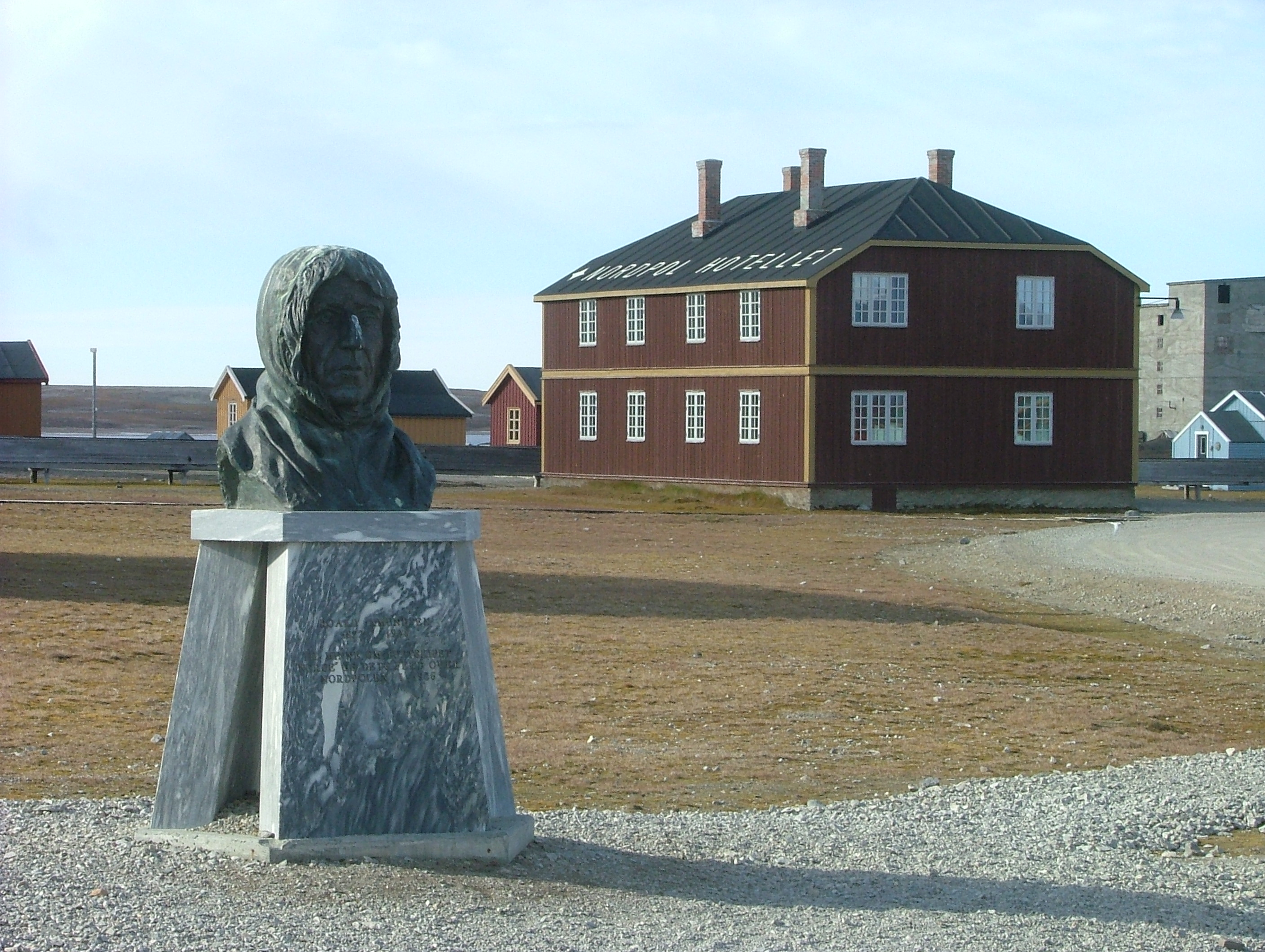
Das Nordpol-Hotel mit einer Statue von Roald Amundsen

Das Nordpol-Hotel in Ny-Ålesund wurde 1936 eröffnet, aber 1939 mit dem Ausbruch des Krieges wieder geschlossen. Im Sommer 1965 wurde es wieder geöffnet, doch bereits ein Jahr später blieben die Gäste erneut aus und es schloss wieder. Im Jahr 1998 wurde es umfassend renoviert und wieder eröffnet. Es ist das einzige Hotel im Ort. Da Ny-Ålesund durch die Kings Bay AS geführt wird, müssen sich Individualtouristen bei dieser anmelden. Für das Führen von Schusswaffen im Gebiet von Ny-Ålesund ist eine Erlaubnis der Kings Bay erforderlich. Diese wird nur nach einem kostenpflichtigen Überprüfungslehrgang erteilt. Ausflüge in die Umgebung sind damit nur bedingt mit Tourguide möglich.
Ny-Ålesund wird im Sommer stundenweise von vielen Kreuzfahrtschiffen besucht. Hier befindet sich die größte Zahl alter Bauten Svalbards. Sämtliche Überreste menschlicher Zivilisation aus der Zeit vor 1945 sind auf der ganzen Inselgruppe denkmalgeschützt. Im Gegensatz zu Longyearbyen blieb Ny-Ålesund im Zweiten Weltkrieg praktisch unbeschädigt.
Zu den Attraktionen des Ortes gehört auch das Museum. Es zeigt Exponate zu den Polreisen von Roald Amundsen in den 1920er-Jahren und zu Minenarbeit und täglichem Leben in der Zeit von 1917 bis 1963.

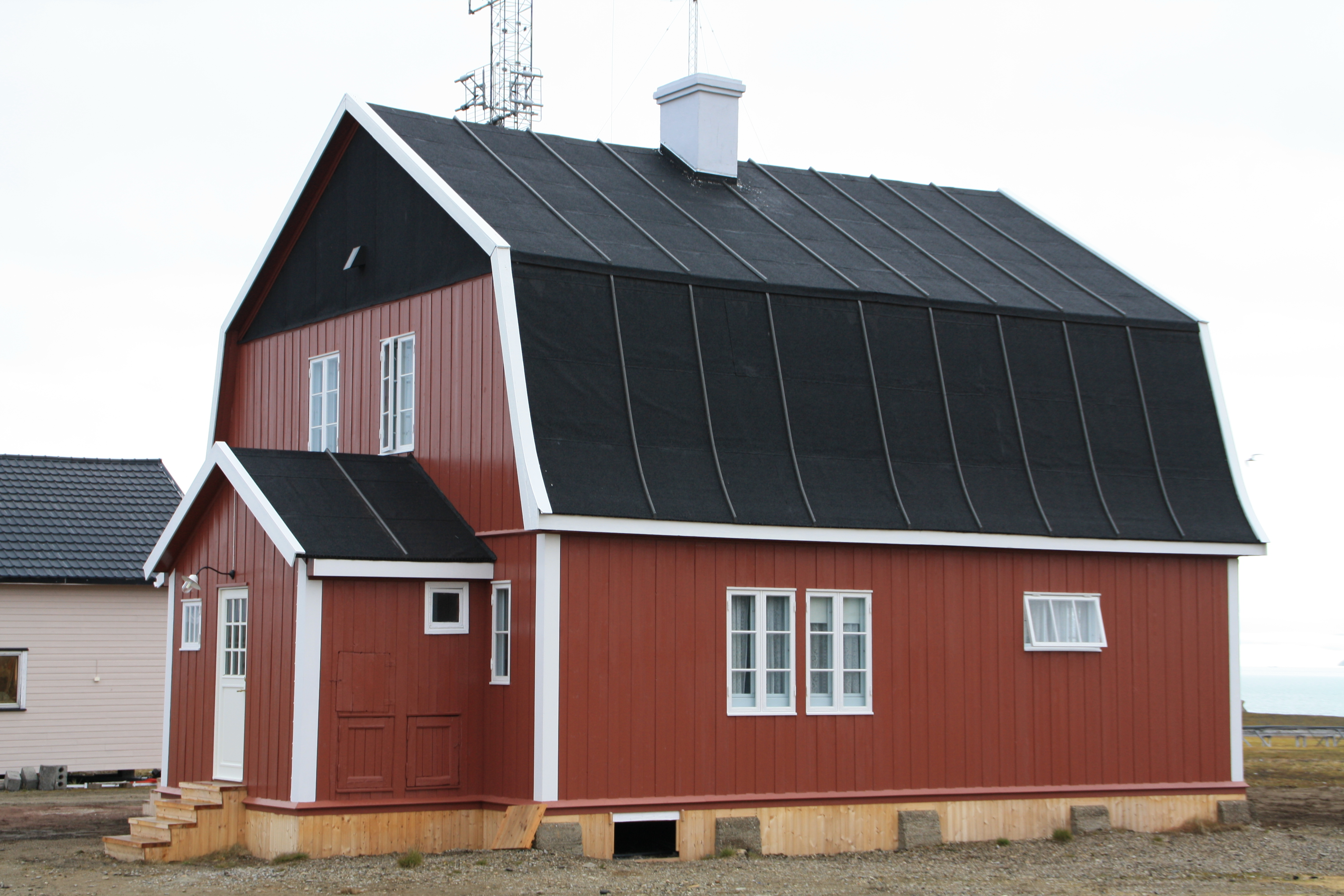
Die Amundsen-Villa

Erhalten ist auch die Amundsen-Villa von 1918. In diesem Haus wohnte Amundsen 1926 während der Vorbereitungen zum Polflug der Norge.

## Geschichte

### Errichtung der Bergbausiedlung

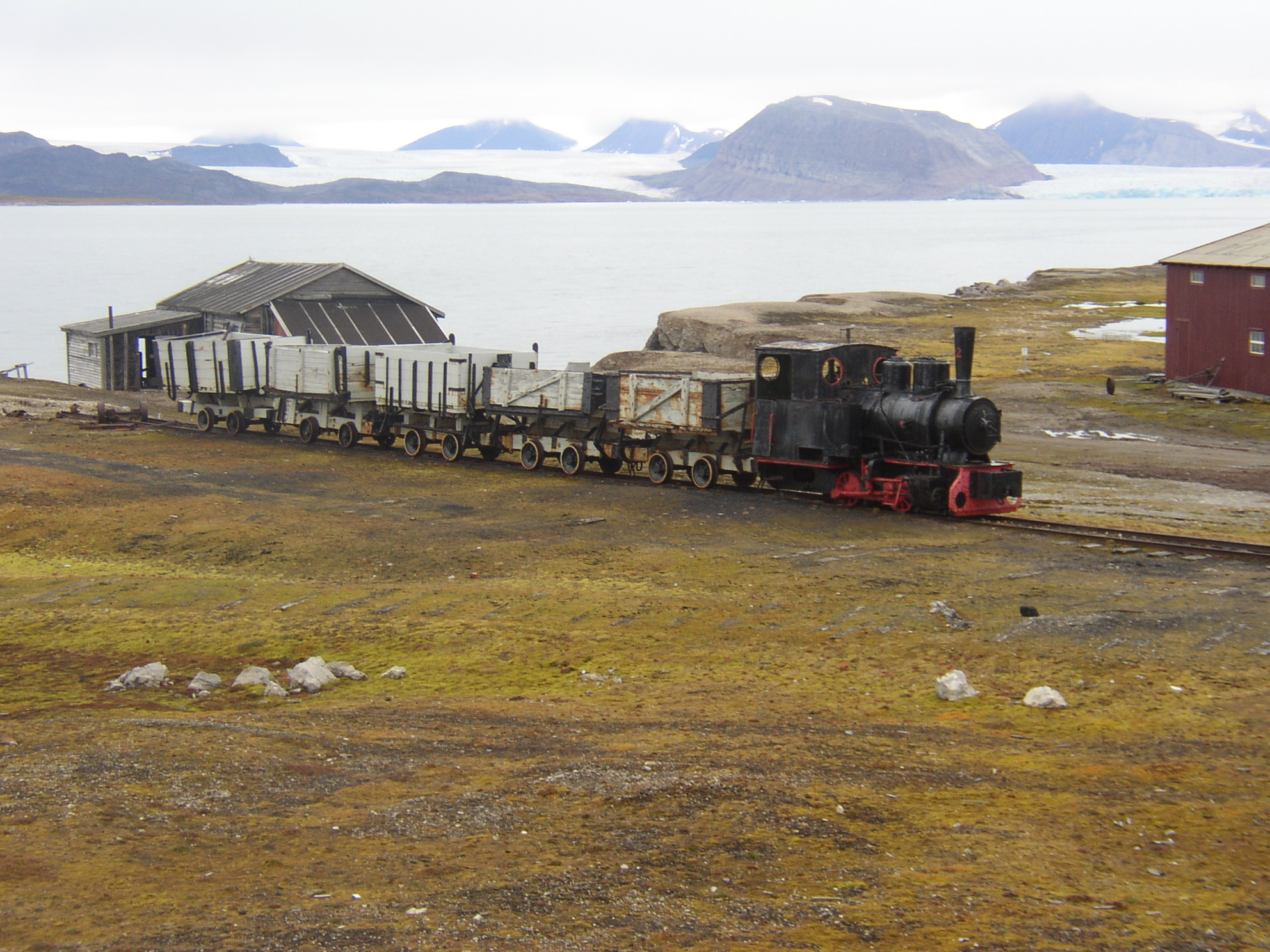
In Ny-Ålesund wurde die Kohle mit Zügen zum Hafen transportiert. Nach dem Ende des Bergbaus wurden die Züge als Schrott abtransportiert. Ein Zug wurde jedoch vergessen, er wurde 1980 restauriert und dient als Museumsbahn.

Die ersten Kohlevorkommen am Kongsfjord hatte 1610 der englische Walfänger Jonas Poole entdeckt. Es sollte jedoch noch mehr als dreihundert Jahre dauern, bis diese kommerziell genutzt wurden. Peter S. Brandal gründete zusammen mit drei Partnern 1916 die Kings Bay Kull Company in Ålesund, auf dem norwegischen Festland, um Kohle für seine Dampfschiffe abzubauen. Die Firma gründete die Siedlung Ny-Ålesund (dt.: Neu-Ålesund) und begann mit dem Kohlebergbau. Wegen der sehr billigen Kohle musste die Firma sehr bald um Hilfe beim Staat ersuchen. 1929 wurden sämtliche Bergbauarbeiten eingestellt und 1933 übernahm der norwegische Staat sämtliche Aktien der Kings Bay Kull Company. In den folgenden Jahren blieben nur noch einige Arbeiter in Ny-Ålesund zurück, die für den Unterhalt der Gebäude und der Ausrüstung sorgten. Erst 1945, nach dem Zweiten Weltkrieg, wurden die Minen wieder in Betrieb genommen. 1963 wurde der Bergbau eingestellt.

### Nordpolexpeditionen

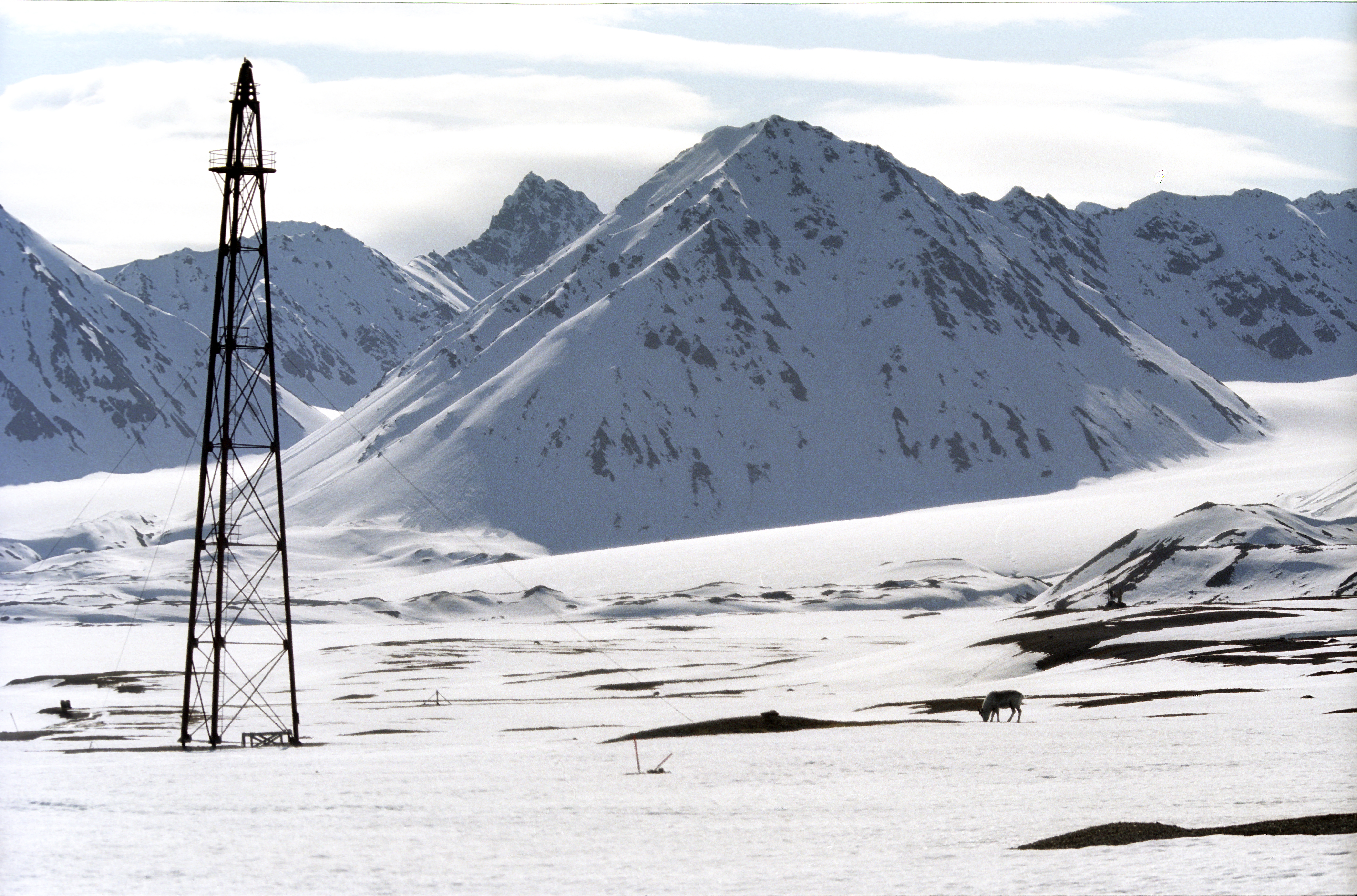
Während der Luftschiffhangar abgerissen wurde, ist der Ankermast noch immer vorhanden

Als nördlichster Hafen der Welt war Ny-Ålesund (damals zumeist Kings Bay genannt) der Startpunkt für verschiedene Arktisexpeditionen, darunter die Expeditionen von Roald Amundsen zusammen mit Lincoln Ellsworth mit Dornier-Flugbooten und zusammen mit Umberto Nobile mit dem Luftschiff Norge sowie dessen Expedition mit dem Luftschiff Italia.
Amundsen war offen für die Verwendung neuer Technologien bei Polarexpeditionen. Im Herbst 1913 entdeckte er bei einer Vortragstour in den Vereinigten Staaten die Fliegerei. Er wurde beim Norwegischen Verteidigungsministerium vorstellig und wollte eine Arktis-Expedition mit einem Flugzeug durchführen. Das Ministerium willigte ein und Amundsen erhielt am 11. Juni 1914 den ersten zivilen Flugschein Norwegens.
Im Jahr 1925 unternahm Amundsen einen Versuch, mit den beiden Dornier-Wal-Flugbooten „N-24“ und „N-25“ zum Nordpol zu fliegen. Der US-amerikanische Minenbesitzer James William Ellsworth unterstützte die Expedition mit 85.000 US-Dollar unter der Bedingung, dass sein Sohn Lincoln Ellsworth teilnehmen könne. Auch der norwegische Staat unterstützte Amundsen, da der Ministerpräsident Johan Ludwig Mowinckel es für wichtig hielt, dass die arktischen Inseln mit Norwegen assoziiert werden. Die beiden Flugboote starteten am 21. Mai 1925 von Ny-Ålesund aus zur Amundsen-Ellsworth-Flugexpedition. An Bord der „N-25“ war Hjalmar Riiser-Larsen Pilot, Roald Amundsen Navigator und Karl Feucht Mechaniker. An Bord der „N-24“ war Leif Dietrichson Pilot, Lincoln Ellsworth Navigator und Oskar Omdal Mechaniker. Als die Hälfte des Treibstoffs verbraucht war, landeten die Flugboote bei 87° 44' nördlicher Breite. „N-24“ konnte wegen eines irreparablen Motordefekts nicht mehr fliegen. Erst am 15. Juni gelang es, eine 500 Meter lange provisorische Startbahn auf dem Eis fertigzustellen, damit nun alle sechs mit demselben Flugzeug starten konnten. Das Flugzeug landete noch am selben Tag am Brennevinsfjorden bei Nordaustlandet. Der Landeort heißt seither Amundsenodden und das Gebiet Dornier-Walflya. Das Robbenfangschiff Sjøliv barg die sechs Expeditionsteilnehmer und brachte sie nach Ny-Ålesund zurück.
1926 unternahm Amundsen zusammen mit dem Italiener Umberto Nobile einen erneuten Versuch, den Nordpol zu erreichen, diesmal in einem Luftschiff. In Ny-Ålesund waren hierzu ein Landemast und eine oben offene Luftschiffhalle errichtet worden. Die beiden erreichten, zusammen mit 16 Mann Besatzung, am 12. Mai 1926 mit dem Luftschiff Norge den Nordpol, nachdem sie am 11. Mai in Ny-Ålesund gestartet waren. Es gilt dies als die erste erfolgreiche und eindeutig belegte Nordpolfahrt der Geschichte. Unbestritten ist auch, dass Amundsen und Oscar Wisting die ersten Menschen waren, die beide Pole erreicht haben.
Im Mai 1928 unternahm Nobile noch eine zweite Luftschiffreise zum Nordpol, diesmal mit der Italia. Wegen Meinungsverschiedenheiten war Amundsen nicht wieder dabei. Bei der Rettungsaktion, die durch den Absturz der Italia am 25. Mai 1928 bei der Rückfahrt vom Nordpol ausgelöst wurde, kam Amundsen ums Leben. Nobile wurde für das Unglück verantwortlich gemacht und emigrierte aus Italien zunächst in die Sowjetunion und später in die USA.

### Fischerei
In den zehn Jahren von 1873 bis 1883 wurde um Spitzbergen umfangreiche Kabeljaufischerei betrieben, aber im Sommer 1883 kehrte die Fischereiflotte von 18 Booten mit leeren Händen zurück zum Festland. Erst fünfzig Jahre später liefen, mit Unterstützung der norwegischen Regierung, wieder Fischerboote zu den Kabeljaubänken aus. Die Kings Bay Kull Company verkaufte Salz, Proviant, Ersatzteile und andere Güter an die Fischer, was diesen sehr gelegen kam aber dennoch nicht rentierte. Zunächst brachte die Fischerei gute Erträge, kam dann aber kurz vor dem Zweiten Weltkrieg erneut zum Erliegen, weil der Kabeljau ausblieb.

### Zweiter Weltkrieg
Während des Zweiten Weltkriegs wurden alle Einwohner von Svalbard evakuiert, weil die Alliierten sich außerstande sahen, Svalbard vor den Achsenmächten zu schützen. Die Bevölkerung aus Ny-Ålesund wurde zuerst nach Longyearbyen und dann von dort mit der Empress of Canada nach Schottland gebracht. Das Kraftwerk, die Funkstation, sowie Eisenbahn und Bergwerkeingänge wurden zerstört, um zu verhindern, dass die Deutschen diese Einrichtungen selbst verwenden könnten. Im Gegensatz zu Longyearbyen blieb jedoch Ny-Ålesund während des Krieges unversehrt, so dass dort heute vieles aus dieser Zeit noch zu besichtigen ist.

### Wiederaufnahme des Bergbaus
Nach dem Zweiten Weltkrieg war die Nachfrage nach Kohle hoch, was entsprechend für hohe Preise sorgte. Der Bergbau in Ny-Ålesund wurde daher im Jahre 1945 wieder aufgenommen und bald lag die Produktion bei 60.000 Tonnen jährlich, aber die Bedingungen für den Abbau waren schwierig, da die Mineure mit diversen geologischen Problemen zu kämpfen hatten.
Im Jahre 1948 traf Ny-Ålesund das erste Bergbauunglück, das 15 Personen das Leben kostete. Insgesamt sechs Unfälle kosteten dutzende von Leuten das Leben. Daraufhin wurden die Sicherheitseinrichtungen in den Minen verbessert, was die Unfälle reduzierte. Diese Maßnahmen kosteten den Staat jedoch allein 1961 rund 21,7 Millionen Norwegische Kronen, dies zu einem ungünstigen Zeitpunkt, denn die Kohlepreise waren 1957 deutlich gesunken.

### Kings-Bay-Affäre
Die endgültige Einstellung des Kohlebergbaus folgte 1963 nach einem weiteren Grubenunglück. Nun wurde im Storting offen darüber diskutiert, ob der Regierung von Einar Gerhardsen das Vertrauen entzogen werden sollte, weil sie ihre Aufsicht über die Aktivitäten der Kings Bay nicht genügend wahrgenommen hatte. Eine Untersuchung beschuldigte dann auch mindestens einen Minister schwer. Der Misstrauensantrag war erfolgreich und Gerhardsen musste zurücktreten. Die Kings-Bay-Affäre war der größte politische Skandal Norwegens nach dem Zweiten Weltkrieg.
Nach dem Unfall im Bergbau im Jahr 1962 wurde bundesweit für die Überlebenden gesammelt. Kings Bay eröffnete eine Stiftung, die Renten an die Witwen und die noch nicht volljährigen Kinder der Opfer auszahlte. In Ny-Ålesund steht ein Denkmal zur Erinnerung an die Minenopfer.

### Entwicklung zum Forschungsstandort

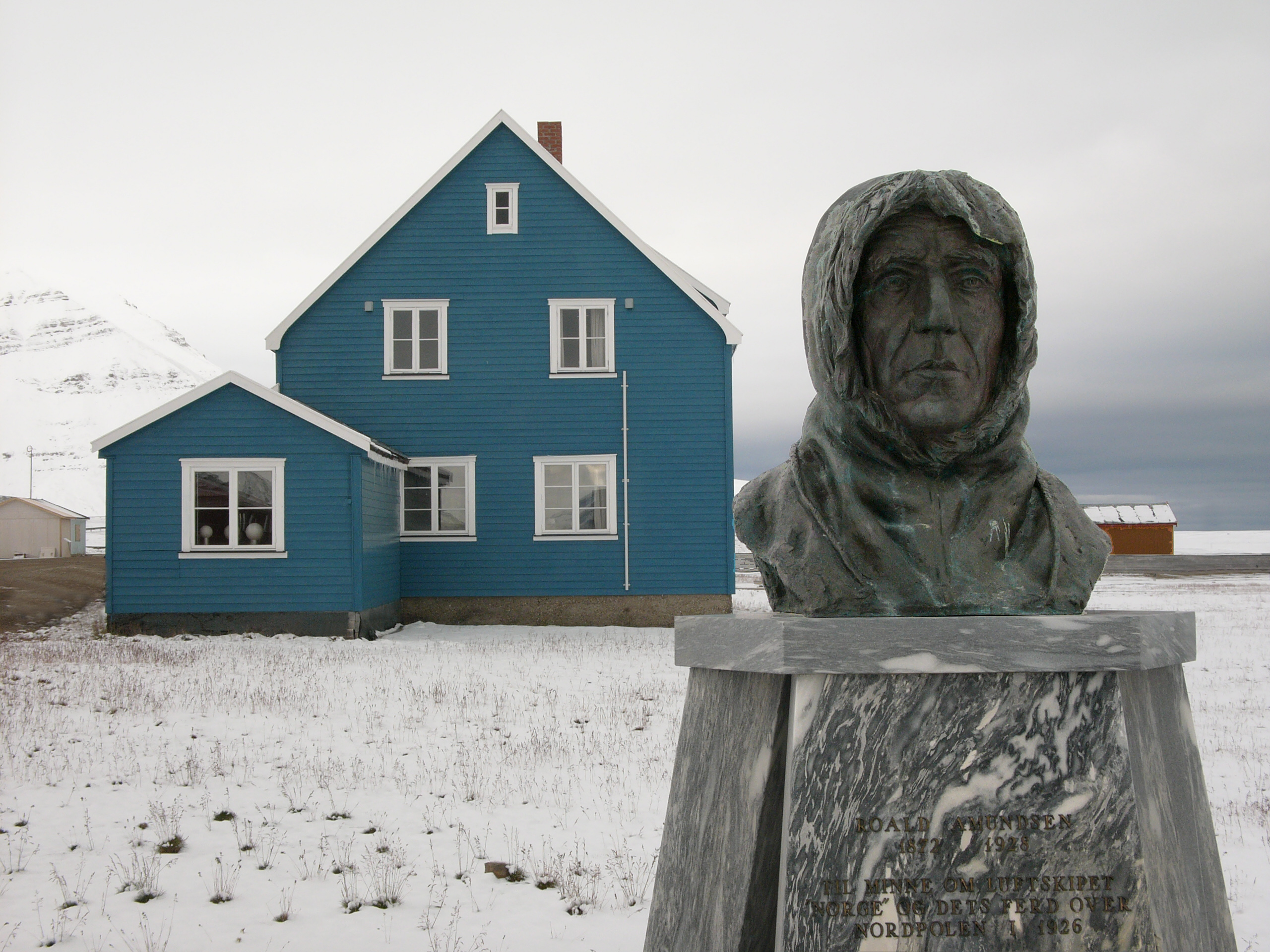
Die Koldewey-Station in Ny-Ålesund mit der Büste von Roald Amundsen im Vordergrund

Nach der Schließung der Bergwerke suchte die Regierung nach alternativen Verwendungsmöglichkeiten für die Gebäude und die vorhandene Infrastruktur. Zu den Optionen, die geprüft wurden, gehörten Ausgangspunkte für Öl-Bohrungen, Fischereifabriken, Hotels und die Forschung.
1964 wurde das erste Forschungszentrum gebaut, das im Namen der europäischen Raumfahrtorganisation ESRO operieren würde. Die gesammelten Daten wurden über eine Funkverbindung nach Darmstadt in Deutschland übertragen. Das Norwegische Polarinstitut begann 1968 mit Forschungen in Ny-Ålesund. Waren es in der Saison 1974/1975 nur sieben Männer, die hier überwinterten, fünf davon von der Kings Bay Kull Company, wurde das Interesse an Polarforschung nun stetig größer und die Ortschaft konnte sich um die Jahrtausendwende als Zentrum der Polarforschung auf Svalbard etablieren.

### Goldsuche
Die Store Norske Spitsbergen Kulkompani ersuchten im Jahr 2003 beim Sysselmann von Svalbard um eine Erlaubnis, Testbohrungen nach Gold im Gebiet von Svansen, etwa 18 km von Ny-Ålesund entfernt, durchführen zu dürfen. Proben aus dem Jahr 1988 hatten gezeigt, dass das Gebiet möglicherweise eine Goldader enthalten würde. Oberflächenproben versprachen 10 Gramm Gold pro Tonne Gestein über eine große Fläche. Der Antrag wurde zunächst abgelehnt, da keine Abschätzungen über die ökologischen Folgen des Goldabbaus vorlagen. Eine entsprechende Studie kam zum Schluss, dass die ökologischen und sozialen Folgen der Testbohrungen zu vernachlässigen seien. Eine Folgeuntersuchung brachte jedoch zutage, dass das erhöhte kommerzielle Interesse und die mit der erhöhten Aktivität im Zusammenhang stehende, zu erwartende zusätzliche Luftverschmutzung nicht mit den Forschungsprogrammen von Ny-Ålesund zu vereinbaren wären. Der Bericht der Store Norske wurde entsprechend auch als mangelhaft kritisiert.
Trotzdem gab der Sysselmann zunächst grünes Licht für die Testbohrungen unter bestimmten Auflagen. Gegen diesen Entscheid des Sysselmanns wurde beim norwegischen Umweltministerium Berufung eingelegt. Der damalige Umweltminister Børge Brende gab den Einsprechern (vorwiegend Forschungsgruppen aus Ny-Ålesund) recht und zog die Bewilligung zurück, vor allem wegen der zu erwartenden Luftverschmutzung aufgrund der Transporte. Er bekräftigte, dass der Ort eine internationale Forschungsstation sei und bleiben solle und dass die unberührte und saubere Natur ein wesentliches Merkmal sei, das ihn als Forschungszentrum auszeichne.

### Zeittafel

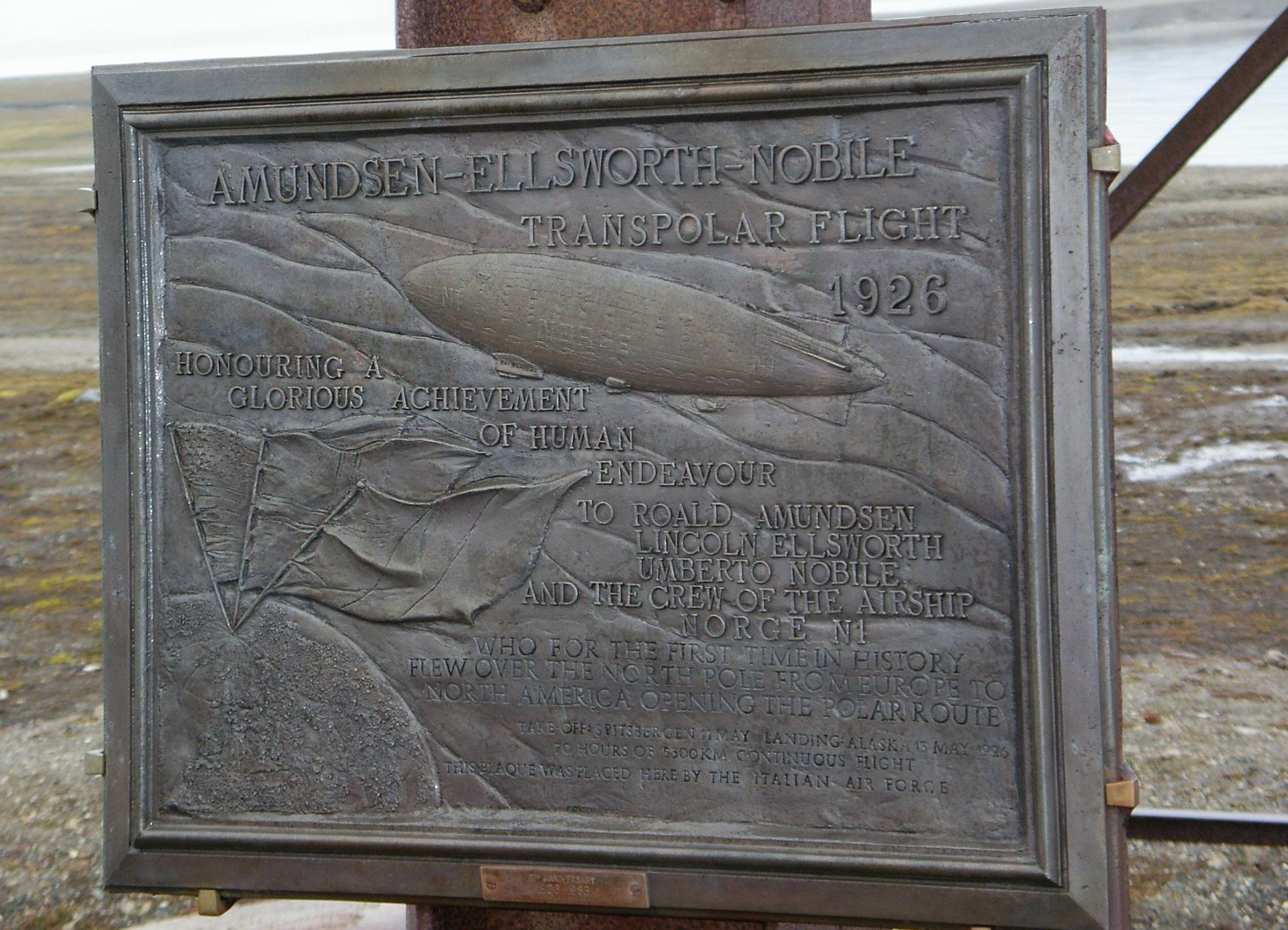
Die Bildtafel in Ny-Ålesund erinnert an die Nordpol-Expedition von Amundsen, Ellsworth und Nobile im Jahre 1926

- 1916 – Peter S. Brandal, Trygve Klausen und zwei weitere Investoren gründen die Kings Bay Kull Company am 14. Dezember, die für 250.000 Kronen die Schürfrechte erwirbt
- 1917 – Beginn des Steinkohlenbergbaus
- 1925 – Roald Amundsen und Lincoln Ellsworth wählen Ny-Ålesund als Ausgangspunkt für ihren Versuch, mit zwei Flugbooten Dornier Wal den Nordpol zu erreichen.
- 1926 – Richard Evelyn Byrd startet mit seiner dreimotorigen Fokker in Richtung Nordpol.
- 1926 – Amundsen, Ellsworth und Umberto Nobile starten in Ny-Ålesund zu ihrem Transpolarflug mit dem Luftschiff Norge
- 1928 – Umberto Nobile verwendet Ny-Ålesund als Ausgangspunkt für eine Luftschifffahrt zum Nordpol.
- 1929 – Kings Bay Kull Company stellt die Geschäftstätigkeit aufgrund finanzieller Probleme ein
- 1933 – Die norwegische Regierung erwirbt sämtliche Anteile an der Kings Bay Coal Company
- 1936 – Das Nordpol-Hotel wird eröffnet
- 1945 – Der Bergbau in Ny-Ålesund wird nach dem Zweiten Weltkrieg wieder aufgenommen
- 1948 – Die erste Bergbau-Katastrophe in Ny-Ålesund
- 1962 – Mehrere Grubenunfälle fordern dutzende von Menschenleben. Die Regierung von Einar Gerhardsen tritt als Folge der Kings-Bay-Affäre zurück
- 1963 – Der Bergbau wird eingestellt.
- 1966 – Das Nordlichtobservatorium von Tromsø errichtet eine Station in Ny-Ålesund
- 1967 – Die europäische Luft- und Raumfahrt-Organisation beginnt mit Forschungen in Ny-Ålesund
- 1968 – Das Norwegische Polar-Institut eröffnet eine Forschungsstation
- 1990 – Das Norwegische Institut für Luft-Forschung eröffnet eine Messstation auf dem Zeppelinfjellet
- 1991 – Das deutsche Alfred-Wegener-Institut und das japanische National Institute of Polar Research werden eröffnet
- 1997 – Die italienische Forschung beginnt in Ny-Ålesund
- 1997 – Svalbard Rocket Range (Svalbard Rakettskyttefelt) eröffnet und erste Rakete abgefeuert
- 2002 – Die Store Norske Spitsbergen Kulkompani sucht nach Gold in der Nähe von Ny-Ålesund
- 2002 – Korea Ocean Research und Development Institute wird gegründet
- 2003 – Der Sysselmann von Svalbard gibt die Erlaubnis, Gold abzubauen
- 2004 – Der Norwegische Minister für Umweltschutz entzieht die Lizenz wieder
- 2004 – Die chinesische Huanghe-Station eröffnet in Ny-Ålesund
- 2006 – 26.000 Touristen besuchen Ny-Ålesund
- 2008 – Der indische Forschungsminister Kapil Sibal eröffnet eine Station des Indischen Polarinstituts.